# 山口ふるさと伝承総合センター
山口ふるさと伝承総合センター（やまぐちふるさとでんしょうそうごうセンター）は、山口県山口市下竪小路にある｢まなび館｣と｢たくみ館｣が併設されている展示施設｡

## 施設

### たくみ館
室町時代から山口で行なわれてきた漆工芸｢大内塗｣や｢萩焼｣などの技法を学ぶ施設。